# Desfile de noivas

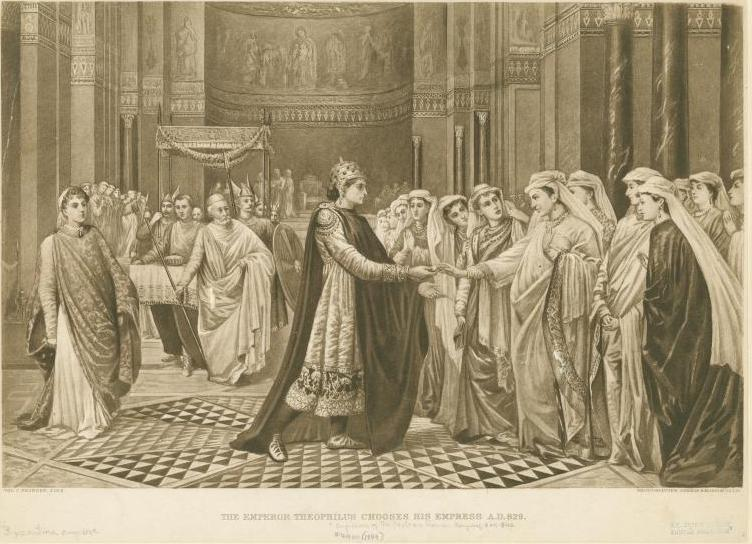
Teófilo escolhe a sua esposa, Teodora.

Desfile de noivas era o antigo costume entre os imperadores bizantinos e tsares russos de escolherem uma esposa entre as mais belas donzelas do país.
Entre os casamento notáveis que resultaram de desfiles de noiva estão:
Império Bizantino
- Constantino VI e Maria de Âmnia (788)
- Estaurácio e Teófano de Atenas (807)
- Teófilo e Teodora (829)
- Miguel III, o Ébrio e Eudócia Decapolitissa (855)

Império Russo
- Natalia Naryshkina, a mãe de Pedro, o Grande
- Ivã IV da Rússia e suas três esposas